# Balikumbat
Balikumbat ist eine Gemeinde in Kamerun in der Region Nord-Ouest im Département Ngo-Ketunjia. 

## Geografie
Balikumbat liegt im Kameruner Grasland, etwa 15 Kilometer nordwestlich des Bamendjing-Sees.

## Verkehr
Balikumbat liegt an der Departementstraße D72.